# Cúpulorotonda pentagonal giroallargada
En geometria, la cúpulorotonda pentagonal giroallargada es pot construir giroallargant una cúpulorotonda pentagonal J32 o J33 inserint un antiprisma decagonal entre les dues meitats. És un dels noranta-dos sòlids de Johnson (J47). Té simetria C₅.
La cúpulorotonda pentagonal giroallargada és un dels cinc sòlids de Johnson que són quirals, això vol dir que tenen una forma de "mà esquerra" i una altra de "mà dreta". A la il·lustració de la dreta, cada cara pentagonal de la meitat de baix de la figura, excepte la cara pentagonal de baix de tot, està connectada a través de dues cares triangulars a una cara quadrada de damunt i a l'esquerra seu. A la figura de quiralitat oposada (la imatge especular de la que es presenta a la figura), aquests pentàgons de baix estarien connectats a una cara quadrada a damunt i a la dreta seu. Les dues formes quirals de J47 no es consideren sòlids de Johnson diferents.
Els 92 sòlids de Johnson van ser descrits 1966 per Norman Johnson i els va numerar. No va demostrar que no n'existia més que 92, però va conjecturar que no n'hi havia d'altres. Victor Zalgaller el 1969 va demostrar que la llista de Johnson era completa. S'utilitzen els noms i l'ordre donats per Johnson, i se'ls nota Jxx on xx és el nombre donat per Johnson.

## Desenvolupament pla

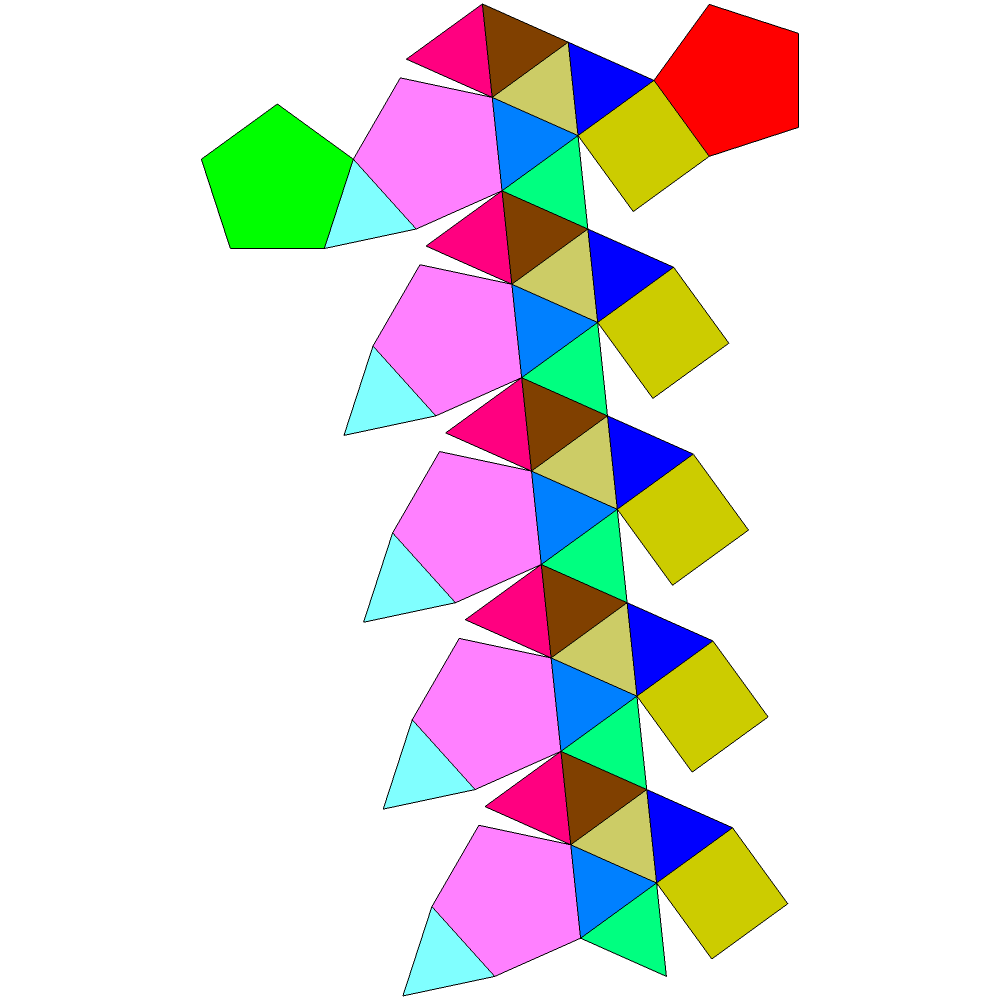
Desenvolupament pla de la cúpulorotonda pentagonal giroallargada